# Zwolsche Boys
Zwolsche Boys is een Nederlandse amateurvoetbalclub uit Zwolle, opgericht in 1918. Het eerste elftal komt uit in de Derde klasse zaterdag (2020/21).

## Geschiedenis

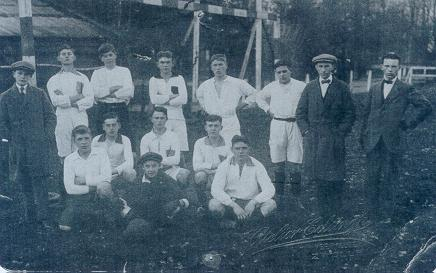
Kampioenselftal 1918-1919

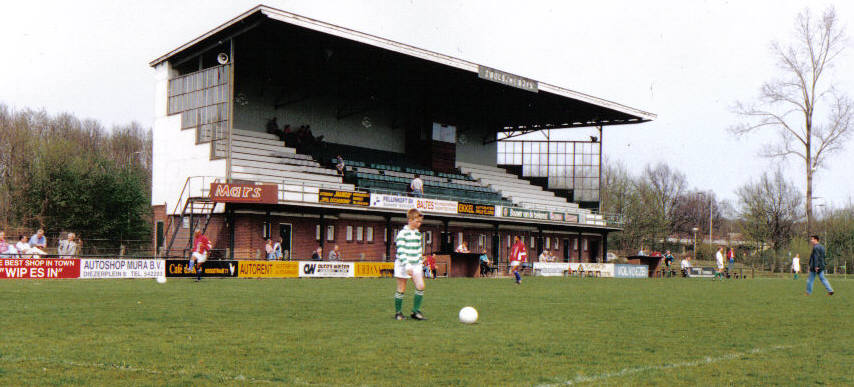
Oud sportpark 'De Vrolijkheid'

De vereniging Zwolsche Boys werd opgericht op 1 mei 1918 in lunchroom Halfwerk in de Luttekestraat te Zwolle. De Zwolsche Boys traden in dat jaar aan in de bond N.C.V.B. en werden meteen kampioen. Promotie naar de 3e klasse was een feit. In 1922 volgde weer een kampioenschap en promoveerde de vereniging naar de 2e klasse. Daarin verbleven de Zwolsche Boys 25 jaar, totdat in 1947 de promotie volgde naar de hoogste klasse van de amateurs. Tot 1954 werd gevoetbald op het hoogste niveau.
Van 1954 tot 1969 speelden de Zwolsche Boys semi-professioneel voetbal. In 1969 kwam de terugkeer naar de amateurs, waar begonnen werd in de 4e klasse. De hoofdklasse werd in 1979 bereikt, met als hoogtepunt het kampioenschap in 1984.
Vanaf 1987 ging het in neerwaartse richting, het zondag amateurvoetbal verloor zijn glans en het dieptepunt werd bereikt toen Zwolsche Boys degradeerde naar de 5e klasse. Het bestuur besloot in 2002 om te proberen de neerwaartse spiraal te doorbreken door de zondag voor de zaterdag in te ruilen en dat is gebeurd. In het seizoen 2009/10 promoveerde de club naar de tweede klasse. Een seizoen later wist men vriend en vijand te verbazen door als vijfde te eindigen en de derde periode te winnen. In de nacompetitie moest men na één ronde al afscheid nemen van de mogelijke promotiedroom.
| Seizoen   | Plaats | Wedstrijden | Punten | Klasse |
| --------- | ------ | ----------- | ------ | ------ |
| 2012/2013 | 1      | 22          | 42     | 3C     |
| 2011/2012 | 14     | 26          | 20     | 2G     |
| 2010/2011 | 5      | 26          | 40     | 2H     |
| 2009/2010 | 2      | 22          | 38     | 3C     |
| 2008/2009 | 2      | 26          | 60     | 4C     |
| 2007/2008 | 6      | 24          | 37     | 4C     |
| 2006/2007 | 5      | 20          | 35     | 4D     |
| 2005/2006 | 7      | 26          | 35     | 4C     |
| 2004/2005 | 10     | 26          | 22     | 4C     |
| 2003/2004 | 10     | 22          | 22     | 4C     |
| 2002/2003 | 7      | 22          | 33     | 4C     |

## Competitieresultaten 1997–2020 (zaterdag)
| 8 4D |

| 4 4D |

|  |

|  |

|  |

|  |

| 7 4C |

| 10 4C |

| 10 4C |

| 7 4C |

| 5 4D |

| 6 4C |

| 2 4C |

| 2 3C |

| 5 2H |

| 14 2G |

| 1 3C |

| 13 2H |

| 13 3C |

| 5 4C |

| 2 4C |

| 5 3C |

| 5 3C |

| Tweede klasse | Derde klasse | Vierde klasse |

## Erelijst (Zaterdag)
Kampioen Derde klasse: 2013

## Competitieresultaten 1921–2002 (zondag)
| 1 3A |

| 2 3A |

| 5 2A |

| 6 2A |

| 6 2A |

| 5 2A |

| 9 2A |

| 9 2A |

| 5 2A |

| 8 2A |

| 5 2A |

| 5 2A |

| 5 2A |

| 9 2A |

| 6 2A |

| 4 2A |

| 3 2A |

| 7 2A |

| 3 2A |

| 1 C |

| 3 2B |

| 2 2B |

| 2 2B |

| 2 2B |

|  |

| 3 2B |

| 1 2B |

| 9 |

| 8 |

| 7 |

| 8 1A |

| 10 1B |

| 13 1A |

| 12 1A |

| 12 A |

| 14 B |

| 11 A |

| 14 B |

| 7 B |

| 12 B |

| 13 |

| 13 |

| 14 A |

| 7 A |

| 16 A |

| 15 A |

| 23 |

| 19 |

| 5 |

| 4 4H |

| 3 4H |

| 1 4H |

| 2 3B |

| 1 3B |

| 8 2B |

| 10 2B |

| 1 2B |

| 2 1D |

| 1 1D |

| 4 B |

| 8 B |

| 3 B |

| 5 B |

| 1 B |

| 6 B |

| 13 B |

| 5 1D |

| 7 1D |

| 11 1D |

| 6 2B |

| 8 2B |

| 3 2B |

| 4 2B |

| 8 2B |

| 12 2B |

| 10 3B |

| 8 4H |

| 11 4H |

| 10 5H |

| 3 5H |

| 4 5H |

| 11 5H |

| Eerste Klasse (profniveau) | Tweede divisie | Hoofdklasse | Eerste klasse | Tweede klasse | Derde klasse | Vierde klasse | Vijfde klasse | Noodcompetitie |

In elke staaf van de grafiek staat van boven naar beneden vermeld: 
- Eindnotering

Dit is de positie die de club heeft bereikt in de competitie, zonder eventuele beslissings-, play-off- of nacompetitiewedstrijden die nodig zijn geweest om bijvoorbeeld de kampioen van de competitie te bepalen.
Indien een * achter het getal staat is de notering een tussenstand en kan het zijn dat de notering niet overeenkomt met de uiteindelijke eindstand van de competitie.
Staat er een - dan is het seizoen nog bezig en is er geen definitieve uitslag bekend.
Staat er xx op de positie van de notering, dan heeft de club vroegtijdig de competitie verlaten. Dit kan onder andere komen door terugtrekking van het team, faillissement van de club of door een uitgedeelde straf van de KNVB. In veel gevallen staat elders in het artikel de reden vermeld.
Staat er een ? dan is het resultaat uit het verleden onbekend, en is alleen de competitie of het niveau bekend van dat seizoen.
In de seizoenen 2019/20 en 2020/21 werd wegens de coronacrisis het amateurvoetbal afgebroken. Daardoor kennen deze staven geen eindklassering (middels -- weergegeven).
- Competitieniveau en afdelingsletter of Officiële eindstand Eredivisie
  - Competitieniveau en afdelingsletter

Hierbij geeft het getal het niveau weer, dat ook terug te vinden is in de legenda. De letter is de afdelingsaanduiding en wordt gebruikt wanneer er meer afdelingen zijn op hetzelfde niveau. De afdelingsletter is altijd een hoofdletter en wordt meestal zonder nummer gebruikt.
Voorbeeld: 2F is niveau 2e klasse competitie F.
Het competitieniveau en nummer wordt niet vermeld wanneer er slechts één competitie van dit niveau was.
  - Officiële eindstand Eredivisie (getal staat tussen haakjes vermeld)

Sinds de introductie van play-offwedstrijden voor Europees voetbal na afloop van de reguliere competitie in 2005/06, is de KNVB verplicht een eindstand van de Eredivisie door te geven aan de UEFA aan de hand van deze play-offwedstrijden.
Bij deze eindstand staan clubs die zich hebben gekwalificeerd voor Europees voetbal hoger dan clubs die zich niet wisten te kwalificeren. Indien er geen verschil was tussen de eindnotering en de officiële eindstand, staat dit getal niet vermeld.

- Onderafdeling

Hier staat afgekort de naam van de onderafdeling indien de club in dat jaar in een onderafdeling uitkwam. Tevens staat deze afkorting in de legenda en wordt gelinkt naar het artikel over deze onderafdeling. Deze afkorting wordt alleen vermeld wanneer de club in het verleden in verschillende onderafdelingen heeft gespeeld. Deze vermelding is in de staaf altijd in kleine letters. Deze onderafdelingen zijn na het seizoen 1995/96 afgeschaft. Heeft de club in slechts één onderafdeling gespeeld, dan is dit alleen terug te vinden in de legenda.
Onder de staaf staat het jaartal vermeld waarin het seizoen is afgesloten. 15 verwijst naar het seizoen 2014/15 of eventueel het seizoen 1914/15.
Wanneer een staaf leeg is, zijn deze gegevens niet bekend. Het kan ook zijn dat de club dat seizoen niet heeft meegespeeld op het hogere amateurniveau, vroegtijdig de competitie heeft verlaten of uit de competitie is gezet.

In het seizoen 1944/45 was er wegens de Tweede Wereldoorlog geen regulier competitievoetbal.

## Erelijst (Zondag)
Kampioen Hoofdklasse: 1984
Kampioen Eerste klasse: 1979
Kampioen Tweede klasse: 1947, 1977
Kampioen Noodcompetitie 2e klasse: 1940
Kampioen Derde klasse: 1921, 1974
Kampioen Vierde klasse: 1972
Kampioen Eerste klasse N.C.V.B. 1920
Runner-up KNVB Beker (Amateurs): 1979, 1984

## Betaald voetbal

### Verloop
In 1954 trad Zwolsche Boys samen met stadgenoot PEC toe tot de Tweede divisie van het betaald voetbal. De club verbleef 12 seizoenen in de middenmoot van de competitie met enkele uitschieters naar de 5e of 7e plaats. Aan het eind van de jaren 60 ging het bergafwaarts met de club, er werden fusiegesprekken gevoerd met PEC die echter op niets uitliepen. In juni 1969 werd er toch gefuseerd tussen de twee clubs. PEC nam naast de gehele schuldenlast van ongeveer ƒ150.000 ook een aantal contractspelers van Zwolsche Boys over. Zij werden ondergebracht in de nieuwe stichting PEC Zwolle. Na de fusie ging Zwolsche Boys verder in de vierde klasse van het amateurvoetbal.

### Seizoensoverzichten
| Resultaten van Zwolsche Boys sinds de toetreding in het betaald voetbal in 1954 tot de fusie in 1969 | Resultaten van Zwolsche Boys sinds de toetreding in het betaald voetbal in 1954 tot de fusie in 1969 | Resultaten van Zwolsche Boys sinds de toetreding in het betaald voetbal in 1954 tot de fusie in 1969 | Resultaten van Zwolsche Boys sinds de toetreding in het betaald voetbal in 1954 tot de fusie in 1969 | Resultaten van Zwolsche Boys sinds de toetreding in het betaald voetbal in 1954 tot de fusie in 1969 | Resultaten van Zwolsche Boys sinds de toetreding in het betaald voetbal in 1954 tot de fusie in 1969 | Resultaten van Zwolsche Boys sinds de toetreding in het betaald voetbal in 1954 tot de fusie in 1969 | Resultaten van Zwolsche Boys sinds de toetreding in het betaald voetbal in 1954 tot de fusie in 1969 | Resultaten van Zwolsche Boys sinds de toetreding in het betaald voetbal in 1954 tot de fusie in 1969 | Resultaten van Zwolsche Boys sinds de toetreding in het betaald voetbal in 1954 tot de fusie in 1969 | Resultaten van Zwolsche Boys sinds de toetreding in het betaald voetbal in 1954 tot de fusie in 1969 | Resultaten van Zwolsche Boys sinds de toetreding in het betaald voetbal in 1954 tot de fusie in 1969 | Resultaten van Zwolsche Boys sinds de toetreding in het betaald voetbal in 1954 tot de fusie in 1969                                                        |
| Seizoen                                                                                              | Competitie                                                                                           | Competitie                                                                                           | Competitie                                                                                           | Competitie                                                                                           | Competitie                                                                                           | Competitie                                                                                           | Competitie                                                                                           | Competitie                                                                                           | Competitie                                                                                           | Kwalificatie                                                                                         | KNVB beker                                                                                           | Bijzonderheid |
| Seizoen                                                                                              | Divisie                                                                                              | GW                                                                                                   | W | G | V | PNT                                                                                                  | DV                                                                                                   | DT                                                                                                   | POS                                                                                                  | Kwalificatie                                                                                         | KNVB beker                                                                                           | Bijzonderheid |
| --- | --- | --- | --- | --- | --- | --- | --- | --- | --- | --- | --- | --- |
| 1954/55                                                                                              | Eerste klasse B                                                                                      | 9 | 2 | 2 | 5 | 6 | 11                                                                                                   | 22                                                                                                   | 11e                                                                                                  | – | Geen bekertoernooi                                                                                   | Zwolsche Boys treedt toe tot het betaald voetbal De competitie werd na de fusie van de KNVB en de NBVB niet afgemaakt. Alle teams werden opnieuw ingedeeld. |
| 1954/55                                                                                              | Eerste klasse A                                                                                      | 26                                                                                                   | 5 | 5 | 16                                                                                                   | 15                                                                                                   | 31                                                                                                   | 59                                                                                                   | 12e                                                                                                  | Eerste klasse                                                                                        | Geen bekertoernooi                                                                                   | Zwolsche Boys treedt toe tot het betaald voetbal De competitie werd na de fusie van de KNVB en de NBVB niet afgemaakt. Alle teams werden opnieuw ingedeeld. |
| 1955/56                                                                                              | Eerste klasse B                                                                                      | 26                                                                                                   | 4 | 8 | 14                                                                                                   | 16                                                                                                   | 25                                                                                                   | 57                                                                                                   | 14e                                                                                                  | Rechtstreekse degradatie                                                                             | Geen bekertoernooi                                                                                   | |
| 1956/57                                                                                              | Tweede divisie A                                                                                     | 28                                                                                                   | 9 | 4 | 15                                                                                                   | 22                                                                                                   | 52                                                                                                   | 59                                                                                                   | 11e                                                                                                  | – | 1e ronde                                                                                             | – |
| 1957/58                                                                                              | Tweede divisie B                                                                                     | 28                                                                                                   | 7 | 5 | 16                                                                                                   | 19                                                                                                   | 43                                                                                                   | 75                                                                                                   | 14e                                                                                                  | – | 2e ronde                                                                                             | – |
| 1958/59                                                                                              | Tweede divisie B                                                                                     | 26                                                                                                   | 9 | 6 | 11                                                                                                   | 24                                                                                                   | 40                                                                                                   | 42                                                                                                   | 7e                                                                                                   | – | 2e ronde                                                                                             | – |
| 1959/60                                                                                              | Tweede divisie B                                                                                     | 24                                                                                                   | 7 | 6 | 11                                                                                                   | 20                                                                                                   | 37                                                                                                   | 42                                                                                                   | 12e                                                                                                  | – | Geen bekertoernooi                                                                                   | Degradatiepoule |
| 1960/61                                                                                              | Tweede divisie                                                                                       | 34                                                                                                   | 8 | 12                                                                                                   | 14                                                                                                   | 28                                                                                                   | 32                                                                                                   | 48                                                                                                   | 13e                                                                                                  | – | Groepsfase                                                                                           | – |
| 1961/62                                                                                              | Tweede divisie                                                                                       | 28                                                                                                   | 9 | 6 | 13                                                                                                   | 24                                                                                                   | 43                                                                                                   | 43                                                                                                   | 13e                                                                                                  | – | 2e ronde                                                                                             | – |
| 1962/63                                                                                              | Tweede divisie A                                                                                     | 32                                                                                                   | 9 | 8 | 15                                                                                                   | 26                                                                                                   | 43                                                                                                   | 58                                                                                                   | 14e                                                                                                  | – | 2e ronde                                                                                             | – |
| 1963/64                                                                                              | Tweede divisie A                                                                                     | 30                                                                                                   | 10                                                                                                   | 9 | 11                                                                                                   | 29                                                                                                   | 38                                                                                                   | 49                                                                                                   | 7e                                                                                                   | – | 1e ronde                                                                                             | – |
| 1964/65                                                                                              | Tweede divisie A                                                                                     | 30                                                                                                   | 3 | 8 | 19                                                                                                   | 14                                                                                                   | 35                                                                                                   | 63                                                                                                   | 16e                                                                                                  | – | 1e ronde                                                                                             | – |
| 1965/66                                                                                              | Tweede divisie A                                                                                     | 28                                                                                                   | 4 | 6 | 18                                                                                                   | 14                                                                                                   | 23                                                                                                   | 60                                                                                                   | 15e                                                                                                  | – | Groepsfase                                                                                           | – |
| 1966/67                                                                                              | Tweede divisie                                                                                       | 44                                                                                                   | 1 | 4 | 39                                                                                                   | 6 | 28                                                                                                   | 129                                                                                                  | 23e                                                                                                  | – | Geen deelname                                                                                        | – |
| 1967/68                                                                                              | Tweede divisie                                                                                       | 38                                                                                                   | 7 | 9 | 22                                                                                                   | 23                                                                                                   | 29                                                                                                   | 76                                                                                                   | 19e                                                                                                  | – | Groepsfase                                                                                           | – |
| 1968/69                                                                                              | Tweede divisie                                                                                       | 34                                                                                                   | 15                                                                                                   | 7 | 12                                                                                                   | 37                                                                                                   | 50                                                                                                   | 49                                                                                                   | 5e                                                                                                   | – | 1e ronde                                                                                             | Na het seizoen fuseert Zwolsche Boys met PEC. |

### Bekerwedstrijden
| Resultaten van Zwolsche Boys in het bekertoernooi van 1955 tot 1969 | Resultaten van Zwolsche Boys in het bekertoernooi van 1955 tot 1969 | Resultaten van Zwolsche Boys in het bekertoernooi van 1955 tot 1969 | Resultaten van Zwolsche Boys in het bekertoernooi van 1955 tot 1969 | Resultaten van Zwolsche Boys in het bekertoernooi van 1955 tot 1969 |                      |
| Seizoen                                                             | Ronde                                                               | Club                                                                | Score                                                               | Doelpuntenmakers Zwolsche Boys                                      |                      |
| ------------------------------------------------------------------- | ------------------------------------------------------------------- | ------------------------------------------------------------------- | ------------------------------------------------------------------- | ------------------------------------------------------------------- | -------------------- |
| 1955/56                                                             | (Geen bekertoernooi)                                                | (Geen bekertoernooi)                                                | (Geen bekertoernooi)                                                | (Geen bekertoernooi)                                                | (Geen bekertoernooi) |
| 1956/57                                                             | 1R                                                                  | VV BNC                                                              | 0–1                                                                 | (–)                                                                 |                      |
| 1957/58                                                             | 1R                                                                  | Weerdinge                                                           | 6–1                                                                 | Theo Heidenrijk (2x), Peter Tuasuun (2x), Roelof Hofman (2x)        |                      |
|                                                                     | 2R                                                                  | AGOVV                                                               | 0–5                                                                 | (–)                                                                 |                      |
| 1958/59                                                             | VR                                                                  | Rigtersbleek                                                        | 2–0                                                                 | Hennie van Nee, Roelof Hofman                                       |                      |
|                                                                     | 1R                                                                  | Valthermond                                                         | 6–2                                                                 | Henk Overmars (2x), Rein van Veen, Hennie van Nee, Onbekend (2x)    |                      |
|                                                                     | 2R                                                                  | Elinkwijk                                                           | 0–1                                                                 | (–)                                                                 |                      |
| 1959/60                                                             | (Geen bekertoernooi)                                                | (Geen bekertoernooi)                                                | (Geen bekertoernooi)                                                | (Geen bekertoernooi)                                                | (Geen bekertoernooi) |
| 1960/61                                                             | Groep                                                               | PEC                                                                 | 0–4                                                                 | (–)                                                                 |                      |
|                                                                     | Groep                                                               | Leeuwarden                                                          | 2–3                                                                 | Henk Schols (2x)                                                    |                      |
|                                                                     | Groep                                                               | Go Ahead                                                            | 3–5                                                                 | Jan de Vries, Henk Overmars, Tinus van Kampen                       |                      |
|                                                                     | Groep                                                               | Heerenveen                                                          | 2–2                                                                 | Tinus van Kampen, Freek Schutten                                    |                      |
| 1961/62                                                             | 1R                                                                  | De Graafschap                                                       | 3–2                                                                 | Karel van der Woude (2x), Freek Schutten                            |                      |
|                                                                     | 2R                                                                  | Wageningen                                                          | 0–3                                                                 | (–)                                                                 |                      |
| 1962/63                                                             | 1R                                                                  | BVV                                                                 | 1–0                                                                 | Karel van der Woude                                                 |                      |
|                                                                     | 2R                                                                  | RBC                                                                 | 1–2                                                                 | Karel van der Woude                                                 |                      |
| 1963/64                                                             | 1R                                                                  | Eindhoven                                                           | 0–3                                                                 | (–)                                                                 |                      |
| 1964/65                                                             | 1R                                                                  | VVV                                                                 | 0–2                                                                 | (–)                                                                 |                      |
| 1965/66                                                             | Groep                                                               | Heracles                                                            | 0–3                                                                 | (–)                                                                 |                      |
|                                                                     | Groep                                                               | PEC                                                                 | 1–2                                                                 | Henk Ras                                                            |                      |
|                                                                     | Groep                                                               | Zwartemeer                                                          | –                                                                   | Wedstrijd niet meer gespeeld                                        |                      |
| 1966/67                                                             | (Geen deelname)                                                     | (Geen deelname)                                                     | (Geen deelname)                                                     | (Geen deelname)                                                     | (Geen deelname)      |
| 1967/68                                                             | Groep                                                               | PEC                                                                 | 2–1                                                                 | Folly van Dam                                                       |                      |
|                                                                     | Groep                                                               | Go Ahead                                                            | 0–5                                                                 | (–)                                                                 |                      |
|                                                                     | Groep                                                               | AGOVV                                                               | 2–2                                                                 | Henk Ras (2x)                                                       |                      |
| 1968/69                                                             | 1R                                                                  | AZ '67                                                              | 0–2                                                                 | (–)                                                                 |                      |

### Topscorers
- 1954/55:  Anne van de Berg (2)
0000000  Theo Heidenrijk (2)
0000000  Gerrit Tardy (2)
0000000  Henk Wolf (2)
- 0000000  Dick van de Velde (8)
- 1955/56:  Theo Heidenrijk (7)
- 1956/57:  Herman Schrijver (19)
- 1957/58:  Roelof Hofman (14)
- 1958/59:  Henk Overmars (8)
0000000  Hennie van Nee (8)
- 1959/60:  Wim Bisschop (14)
- 1960/61:  Wim Bisschop (9)
- 1961/62:  Ernst Söllner (9)
0000000  Rein van Veen (9)
0000000  Karel van der Woude (9)
- 1962/63:  Karel van der Woude (13)
- 1963/64:  Henny Hendriksen (14)
- 1964/65:  Henny Hendriksen (15)
- 1965/66:  Puck van der Horst (7)
- 1966/67:  Herman la Faille (5)
0000000  Jan Witzand (5)
- 1967/68:  Jan Welles (10)
- 1968/69:  Freek Schutten (10)

### Trainers
- 1954–1956:  Jan Lodensteyn
- 1956–1958:  Arend Gerrits
- 1958–1959:  Jan Borst
- 1959–1960:  Bert Jansen
- 1960–1961:  Toon van den Enden
- 1961–1962:  Gerrit Vreken
- 1962–1964:  Joep Brandes
- 1964–1965:  Ko Stijger
- 1965–1967:  Cor Sluijk
- 0000–1967:  Jan Borst (a.i.)
- 1967–1968:  Joep Brandes
- 1968–1969:  Arie Otten

## Bekende (oud-)spelers
- Edwin Duim
- Giovanni Hiwat
- Dominggus Lim-Duan
- Jan Verheijen
- Leonie Vliek